# Takaharu Furukawa
Takaharu Furukawa (Japans: 古川 高晴, Furukawa Takaharu) (Aomori, 9 augustus 1984) is een Japans boogschutter.

## Carrière
Furukawa nam deel aan vier Olympische Spelen waar hij in 2012 de zilveren medaille won in de individuele competitie. In 2004 werd hij 22e, vier jaar later werd hij 33e en in 2016 8e.
Hij won een aantal medailles op wereldkampioenschappen en in de World Cup.

## Erelijst

### Olympische Zomerspelen
- 2012:  Londen (individueel)
- 2020:  Tokio (team)
- 2020:  Tokio (individueel)

### Wereldkampioenschap
- 2015:  Kopenhagen (individueel)

### Aziatische Spelen
- 2018:  Jakarta (gemengd)

### World Cup
- 2010:  Antalya (team)
- 2010:  Shanghai (team)
- 2011:  Shanghai (gemengd)
- 2011:  Shanghai (team)
- 2013:  Antalya (team)
- 2014:  Shanghai (team)
- 2014:  Antalya (individueel)
- 2014:  Antalya (team)
- 2015:  Shanghai (gemengd)
- 2015:  Shanghai (team)
- 2015:  Antalya (gemengd)
- 2015:  Medellin (gemengd)
- 2017:  Shanghai (team)
- 2017:  Antalya (team)
- 2017:  Berlijn (gemengd)
- 2018:  Shanghai (team)
- 2018:  Antalya (gemengd)
- 2018:  Antalya (team)